# Премія НСКУ 2016
3-тя церемонія вручення Премії Національної спілки кінематографістів України найкращим українським фільмам 2015 року відбулася 26 травня 2016 року в Будинку кіно в Києві, Україна.
Премію було вручено у 5-ти номінаціях. У цьому році було вперше визначено переможців у номінації Найкращий короткометражний фільм та запроваджено Спеціальну премію імені Олександра Довженка за внесок у кінематограф, яка вручається за кар'єрні здобутки в українському та світовому кіно.
В церемонії взяв участь та виступив з вітальним словом міністр культури України Євген Нищук.

## Список лауреатів та номінантів

### Найкращий ігровий фільм
| «Пісня пісень» реж. Єва Нейман                 |
| «Гетьман», реж. Валерій Ямбурський             |
| «Загублене місто», реж. Віталій Потрух         |
| «Captum» (з лат. Полон), реж. Анатолій Матешко |

### Найкращий неігровий фільм
| «Хуізмістерпутін?» реж. Валерій Балаян                                                   |
| «Добровольці Божої чоти», реж. Леонід Кантер, Іван Ясній                                 |
| «Милі мої українці», реж. Олександр Жовна                                                |
| «Українська революція за спогадами Всеволода Петріва» (1 та 2 серії), реж. Іван Канівець |

### Найкращий анімаційний фільм
| «Професіонали» (анімаційний серіал, фільми «Столяр», «Журналіст», «Художник») реж. Степан Коваль |
| «Гупало Василь», реж. Олександр Даниленко                                                        |
| «Закоханий їжачок», реж. Олександр Спаринський                                                   |

### Найкращий короткометражний фільм
| «Rocketman» реж. Денис Кушнарьов, Дмитро Муленко |
| «Electroman», реж. Микита Скоромохов             |
| «Лінгвістка», реж. Олег Філіпенко                |
| «Одкровення», реж. Павло Остріков                |

### Найкращий фільм-дебют
| «Жилець» реж. Анастасія Матешко                                     |
| «Хлам», реж. Тетяна Симон                                           |
| «Нервове сонце пустелі», реж. Тетяна Песчаная, Катерина Кузьменкова |

### Інші нагороди
- Дипломом Секретаріату Правління НСКУ «За громадянську та мистецьку мужність у фіксуванні та осмисленні подій російсько-української війни»:
  - «Добровольці Божої чоти» (док.), реж. Леонід Кантер й Іван Ясній.
- Спеціальна премія імені Олександра Довженка за видатний внесок в українське та світове кіномистецтво:
  - Сергій Лисецький, кінооператор і кінорежисер.